# Casal (Torroella de Montgrí)
El Casal és una obra de Torroella de Montgrí (Baix Empordà) inclosa a l'Inventari del Patrimoni Arquitectònic de Catalunya.

## Descripció
Situat al carrer de Sant Genís, prop de l'església parroquial, és un edifici de planta baixa i dos pisos, amb una gran galeria doble orientada a migdia que constitueix l'element més remarcable del conjunt. És formada per si arcs de mig punt amb terrassa superior al nivell del segon pis. La façana d'accés, de composició simètrica encara que actualment modificada, presenta a la planta baixa la porta principal d'arc escarser, emmarcada en pedra, i dues finestres allindades. La resta d'obertures dels pisos superiors són de la mateixa tipologia. La coberta és de teula a dues vessants.

## Història
El casal va ser bastit en el segle xix.